# Vietteacris insularis
Vietteacris insularis är en insektsart som beskrevs av Wintrebert 1972. Vietteacris insularis ingår i släktet Vietteacris och familjen gräshoppor. Inga underarter finns listade i Catalogue of Life.